# John Philip Cohane
John Philip Cohane, sinh ra ở New Haven, Connecticut là một tác giả người Mỹ. Sau chuyển đến Ireland viết sách về từ nguyên học và các chủ đề về nhà du hành vũ trụ cổ.

## Sách
Cohane cho xuất bản cuốn The Indestructible Irish vào năm 1968, trong đó ông đề xuất rằng dân tộc Ireland có 'nguồn gốc Địa Trung Hải'. Trong cuốn sách, ông tuyên bố rằng nguồn máu gốc ở Anh, Ireland, Scotland và xứ Wales là Semit. Cohane cũng xuất bản cuốn The Key: A Startling Enquiry into the Riddle of Mans Past, với lời tuyên bố rằng trước thời đại Ai Cập, Hy Lạp, Phoenicia và Carthage, hai cuộc di cư lớn của người Do Thái trên toàn thế giới đã diễn ra từ Địa Trung Hải và rải rác trên Trái Đất.
Nhà ngôn ngữ học người Mỹ Cyrus Herzl Gordon là bạn của Cohane và đã viết lời tựa cho cuốn sách The Key của Cohane, Gordon ủng hộ nhiều giả thuyết của Cohane.
Cohane cho rằng những địa danh ở châu Mỹ có nguồn gốc từ tiếng Semit. Ông cũng tin rằng sáu gốc từ được tìm thấy trong hầu hết các địa danh của hầu hết các ngôn ngữ. Một tuyên bố khác của Cohane là người Phoenicia đã sử dụng bảng chữ cái từ một nền văn hóa Semit trước đây.
Năm 1977, Cohane xuất bản cuốn Paradox: The Case for the Extraterrestrial Origin of Man mà ông tuyên bố con người là sản phẩm của quá trình thực dân hóa liên hành tinh (xem thuyết nhà du hành vũ trụ cổ).

## Phê bình
Những ý tưởng gây tranh cãi của Cohane đã bị giới khảo cổ học và sử học chuyên nghiệp bác bỏ là "tưởng tượng" và "giả khoa học".
Nhà khảo cổ học Phil C. Weigand đã mô tả cuốn The Key như một "sự tưởng tượng được che đậy như một khoa học" và cho rằng phân tích ngôn ngữ là "không có phương pháp luận để được xem xét một cách nghiêm túc."

## Ấn phẩm
- 1968 The Indestructible Irish (Người Ireland bất khả chiến bại)
- 1969 The Key: A Startling Enquiry into the Riddle of Mans Past (Chìa khóa: Một cuộc điều tra đáng ngạc nhiên về câu đố của nhân loại trong quá khứ)
- 1972 White Papers of an Outraged Conservative (Sách trắng về một người bảo thủ bị xúc phạm)
- 1977 Paradox: The Case for the Extraterrestrial Origin of Man (Nghịch lý: Trường hợp nguồn gốc ngoài Trái Đất của con người)